# Производственная санитария
Производственная санитария (устар. Промышленная санитария) — это система организационных мероприятий и технических средств, предотвращающих или уменьшающих воздействие на работающих, вредных производственных факторов.
Основными опасными и вредными производственными факторами являются: повышенная запыленность и загазованность воздуха рабочей зоны; повышенная или пониженная температура воздуха рабочей зоны; повышенная или пониженная влажность и подвижность воздуха в рабочей зоне; повышенный уровень шума; повышенный уровень вибрации; повышенный уровень различных электромагнитных излучений; отсутствие или недостаток естественного света; недостаточная освещенность рабочей зоны и др. Вредные условия труда в РФ вносят большой вклад в высокую смертность населения трудоспособного возраста.

## Опасные и вредные производственные факторы
- физические;
- химические;
- биологические;
- патогенные микроорганизмы, микроорганизмы-продуценты (в биотехнологиях, живые клетки и споры, содержащиеся в препаратах, грибы, простейшие, гельминты);
- психофизиологические.

## Границы производственной санитарии
- оздоровление воздушной среды и нормализация параметров микроклимата в рабочей зоне;
- защита работающих от шума, вибрации, электромагнитных излучений и др.;
- обеспечение требуемых нормативов естественного и искусственного освещения;
- поддержание в соответствии с санитарными требованиями территории предприятия, основных производственных и вспомогательных помещений.

## Объекты производственной санитарии

### Производственный микроклимат
Один из основных факторов, влияющих на работоспособность и здоровье человека. Метеорологические факторы, сильно влияют на жизнедеятельность, самочувствие и здоровье человека. Неблагоприятное сочетание факторов приводит к нарушению терморегуляции.
Терморегуляция — это совокупность физиологических и химических процессов, направленных на поддержание постоянного температурного баланса тела человека в пределах 36-37 градусов.
Микроклимат характеризуется:
- температурой воздуха;
- относительной влажностью воздуха;
- скоростью движения воздуха;
- интенсивностью теплового излучения от нагретых поверхностей;

ГОСТ 12.1.005-88 «ССБТ. Общие санитарно-гигиенические требования к воздуху рабочей зоны» устанавливает оптимальные и допустимые микроклиматические условия.
Специалисты NIOSH разработали рекомендации для сбережения здоровья людей, работающих в условиях нагревающего микроклимата
.

### Вредные вещества в воздухе рабочей зоны и их классификация
В соответствии с ГОСТ 12.0.003-74 «ССБТ. Опасные и вредные производственные факторы. Классификация» повышенная запыленность и загазованность воздушной среды рабочей зоны относится к физически опасным и вредным производственным факторам.
Многие вещества, попадая в организм, приводят к острым и хроническим отравлениям. Способность вещества вызывать вредные действия на жизнедеятельность организма называют токсичностью.
По степени потенциальной опасности воздействия на организм человека вредные вещества, содержащиеся в воздухе рабочей зоны, разделены на 4 группы:
- I класс — чрезвычайно опасные (озон и др.);
- II класс — высокоопасные (моноэтаноламин[5] и др.);
- III класс — умеренно опасные (камфора и др.);
- IV класс — малоопасные (аммиак).

Основным критерием качества воздуха является предельно допустимые концентрации вредных веществ в воздухе рабочей зоны (ПДКрз). Фактическая концентрация вредных веществ должна находится в пределах значений, которые изложены в ГОСТе 12.1.007-76 (более новый документ).
Для защиты от вредного воздействия воздушных загрязнений (при превышении ПДКрз в 100 раз и более) работодатель обязан использовать самый последний, и самый надёжный метод — применение средств индивидуальной защиты органов дыхания, кожи, глаз. Однако в РФ и странах СССР исторически сложились традиции (и опубликованы рекомендации), которые могут привести к выбору и применению заведомо недостаточно эффективных респираторов. Можно использовать западные учебные пособия.

### Кондиционирование
Кондиционированием в закрытых помещениях и сооружениях можно поддерживать необходимую температуру, влажность и ионный состав, наличие запахов воздушной среды, а также скорость движения воздуха. Система кондиционирования включает в себя комплекс технических средств, осуществляющих требуемую обработку воздуха, транспортирование его и распределение в обслуживаемых помещениях, устройствах для глушения шума, вызываемого работой оборудования.

### Отопление
Отопление предусматривает поддержание во всех производственных зданиях и сооружениях температуры, соответствующей установленным нормам. Система отопления должна компенсировать потери тепла через строительные ограждения, а также нагрев проникающего в помещении холодного воздуха.